# ケミヤルヴィ
ケミヤルヴィ（Kemijärven kaupunki）はフィンランドの自治体で、最北の県であるラッピ県に属する。人口は2021年12月31日現在で7107人で、面積は3930.91km2である。その内425.84km2が水域である。人口密度は2.03km2である。北にペルコセンニエミ、東にサッラ、南にポシオ、西にロヴァニエミに接する。
フィンランド語を公用語とする。
ケミヤルヴィには以下の村が有る。
- Halosenranta
- Hyypiö
- Isokylä
- Joutsijärvi
- Juujärvi
- Kallaanvaara
- Kostamo
- Leväranta
- Luusua
- Oinas
- Perävaara
- Ruopsa
- Räisälä
- Sipovaara
- Soppela
- Tapionniemi
- Tohmo
- Ulkuniemi
- Varrio
- Vuostimo

## 歴史
1580年、ケミヤルヴィに最初の定住者が現れた。オウル出身のパーヴァリ・ハロネンである。妻の名はアンナ・ローリンティター・ハロネンで、3人の子供(パーヴォ、オッリ、ペッカ)に恵まれた。パーヴァリの家は現在ではハロセンランタとして知られている。これ以前はサーミ人が訪れるだけだった。市内にサーミ人の聖地のアンマンヴァーラが在る。
1934年、ケミヤルヴィまで鉄道が伸びた。さらに北のサッラまで伸びたが、第二次世界大戦の結果ケミヤルヴィ以北は廃線になった。ケミヤルヴィ駅からロヴァニエミ、オウル、ヘルシンキまで鉄道で移動出来る。
2006年9月、ケミヤルヴィ・ヘルシンキ夜行列車は廃止された。国鉄は「ロヴァニエミ以北の非電化路線では、ディーゼルエンジンの寝台列車は使えない」と述べた。
2007年、交通通信省と国鉄は、夜行列車復活の為に資金を募る合意をした。
2008年、新技術によって夜行列車は復活した。
2014年3月、ロヴァニエミからケミヤルヴィまで電化されたため、夜行列車も電化された。

## 観光
ケミヤルヴィが所属する東ラッピ地方には、スキー・リゾートのスオム、ルオスト、ピハ、サッラ、ルカ、クーサモが立地する。ケミヤルヴィの隣に有る美しいは、夏の観光地として知られている。湖は丘と大きな森に囲まれている。カワカマス、ペルカ、ブラウントラウトが釣れる。パイクパーチが釣れる最北の湖でもある。ケミ川はケミヤルヴィからロヴァニエミを通り、ケミの海に至る。釣り以外にはハイキング、トレッキング、ボート、狩りが楽しめる。

## 姉妹都市
- カンダラクシャ(ロシア)
- 壮瞥町(日本)(1993年～)
- ヴァードー(ノルウェー)

## 史跡
| 名称                               | 場所           | 詳細       | WGS 84 |
| ---------------------------------- | -------------- | ---------- | ------ |
| ヨウチヤルヴィ・コンクリート燃料庫 | ヨウチヤルヴィ | 小隊燃料庫 |        |

## 参照
1. ↑  "Area by municipality as of 2011-01-01" (PDF) (Finnish、Swedish). Land Survey of Finland. 2011年3月9日閲覧。
2. ↑  "Ennakkoväkiluku sukupuolen mukaan alueittain, maaliskuu.2016" (Finnish). Statistics Finland. 2016年3月31日閲覧。
3. ↑  “Population according to language and the number of foreigners and land area km2 by area as of 31 12月 2008”. Statistics Finland's PX-Web databases.   Statistics Finland. 2009年3月29日閲覧。
4. ↑  "Population according to age and gender by area as of 2008-12-31". Statistics Finland's PX-Web databases. Statistics Finland. 2009年4月28日閲覧。
5. ↑  "List of municipal and parish tax rates in 2011". Tax Administration of Finland. 29 November 2010. 2011年3月13日閲覧。
6. ↑  Finnish Railway News